# Пном-Кулен (національний парк)
Національний парк Пном-Кулен — національний парк, розташований у гірському масиві Пном Кулен (кхмер. ភ្នំគូលេន) в кхеті (провинції) Сіємреап в Камбоджі. Національний парк розташований за 48 км від міста Сіємреап та за 25 км від храму Бантеай-Срей.
В Ангкорський період дана місцевість була відома як Махендрапарвата (гора Великого Індри), тут Джаяварман II проголосив себя чакравартином (королем королів), що вважається заснуванням Кхмерської імперії.

## Ресурси Інтернету
- page on Phnom Kulen from the official website of Kingdom of Cambodia
- AngkorGuide.Net [Архівовано 14 квітня 2011 у Wayback Machine.]
- PeaceOfAngkorWeb.com
- Andy Brouwer's blog [Архівовано 14 березня 2016 у Wayback Machine.] on the less-visited angkorian temples of Phnom Kulen
- Andy Brouwer's blog on newest archeological activities in Phnom Kulen
- website of Phnom Kulen Program [Архівовано 24 липня 2011 у Wayback Machine.] and a documentary on its activities
- Protected areas in Cambodia [Архівовано 27 вересня 2011 у Wayback Machine.]

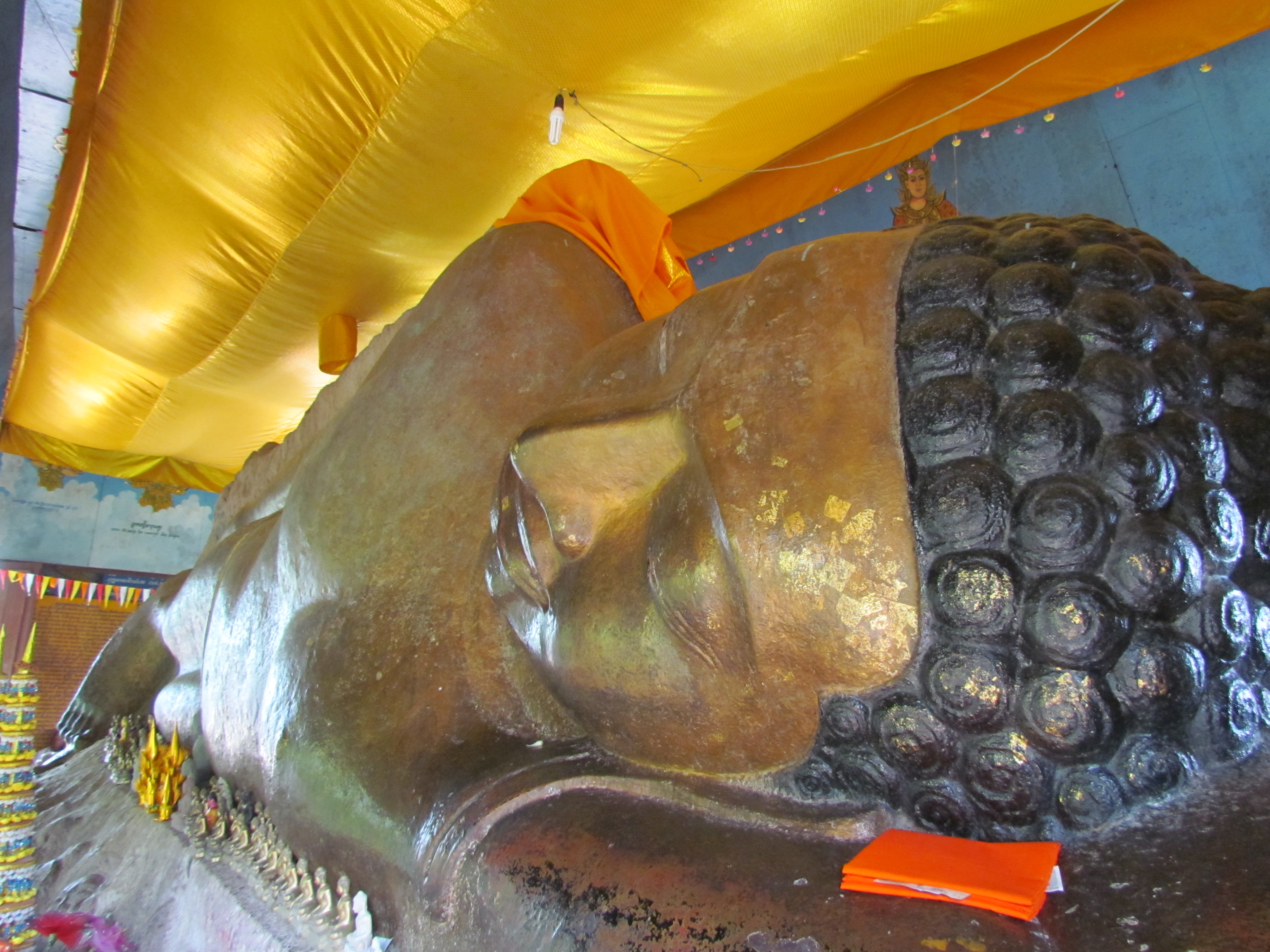
Лежачий Будда в храмі Ват Преах Анг Тхом.
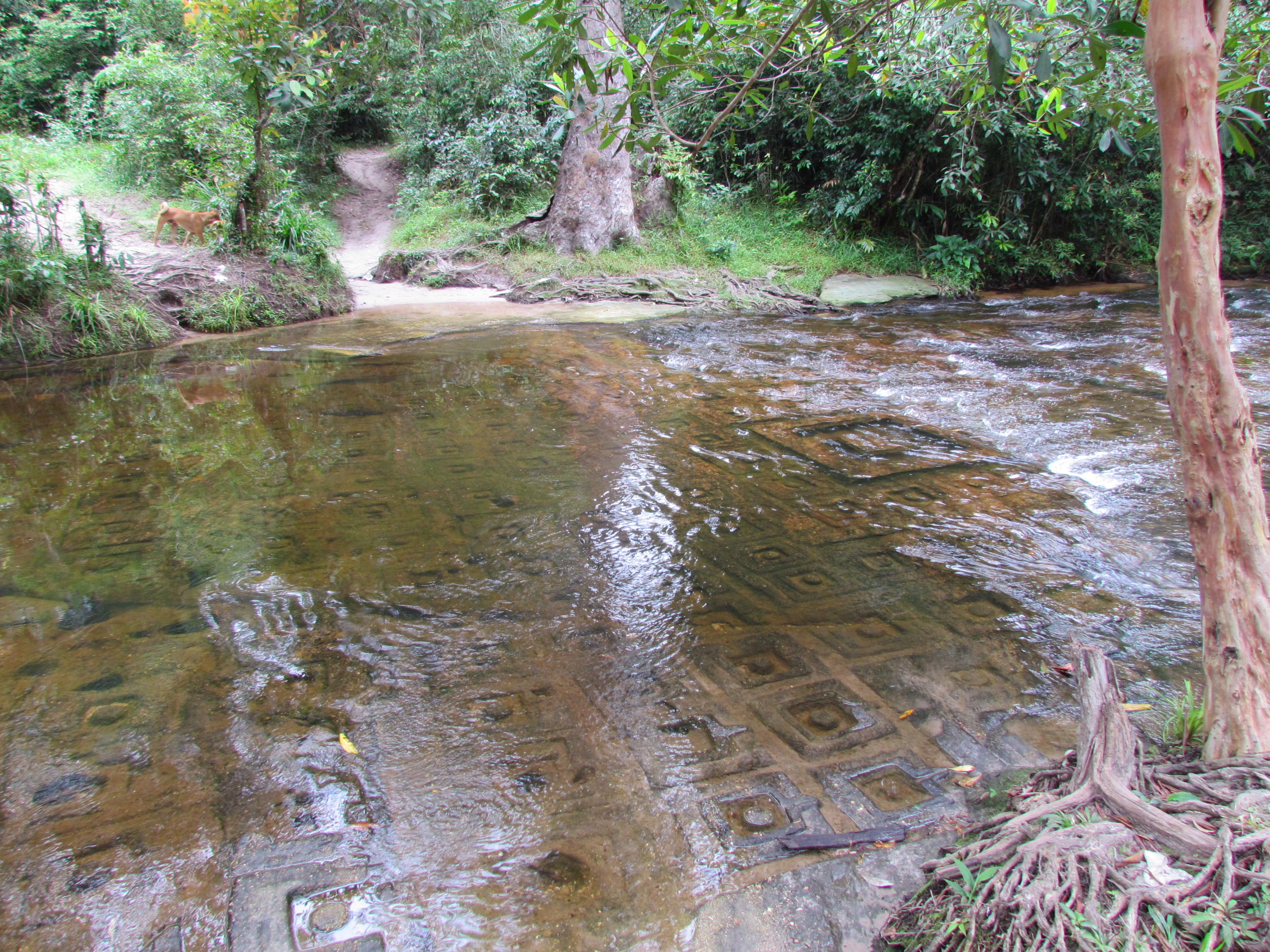
Джерело тисячі лінгамів.